# Anthus lutescens
Anthus lutescens là một loài chim trong họ Motacillidae.